# Contal
Mototri Contal war ein französischer Hersteller von Automobilen.

## Unternehmensgeschichte
Das Unternehmen aus Paris begann 1900 mit der Produktion von Automobilen. 1910 endete die Produktion.

## Fahrzeuge
Es wurden Dreiräder hergestellt, bei denen sich das einzelne Rad hinten befand. Der Fahrer saß hinten auf einem Sattel, der Passagier vorne. Es gab sowohl Tourenwagen als auch Lieferwagen. Die Leistung betrug wahlweise 3,5 PS, 4 PS oder 6 PS. Der Antrieb erfolgte über eine Kette auf das Hinterrad.

## Sonstiges
Ein Fahrzeug dieser Marke wurde von Auguste Pons bei der Fernfahrt Peking nach Paris 1907 eingesetzt. Das 6 PS-Fahrzeug fiel aus und wurde in der Wüste Gobi zurückgelassen.

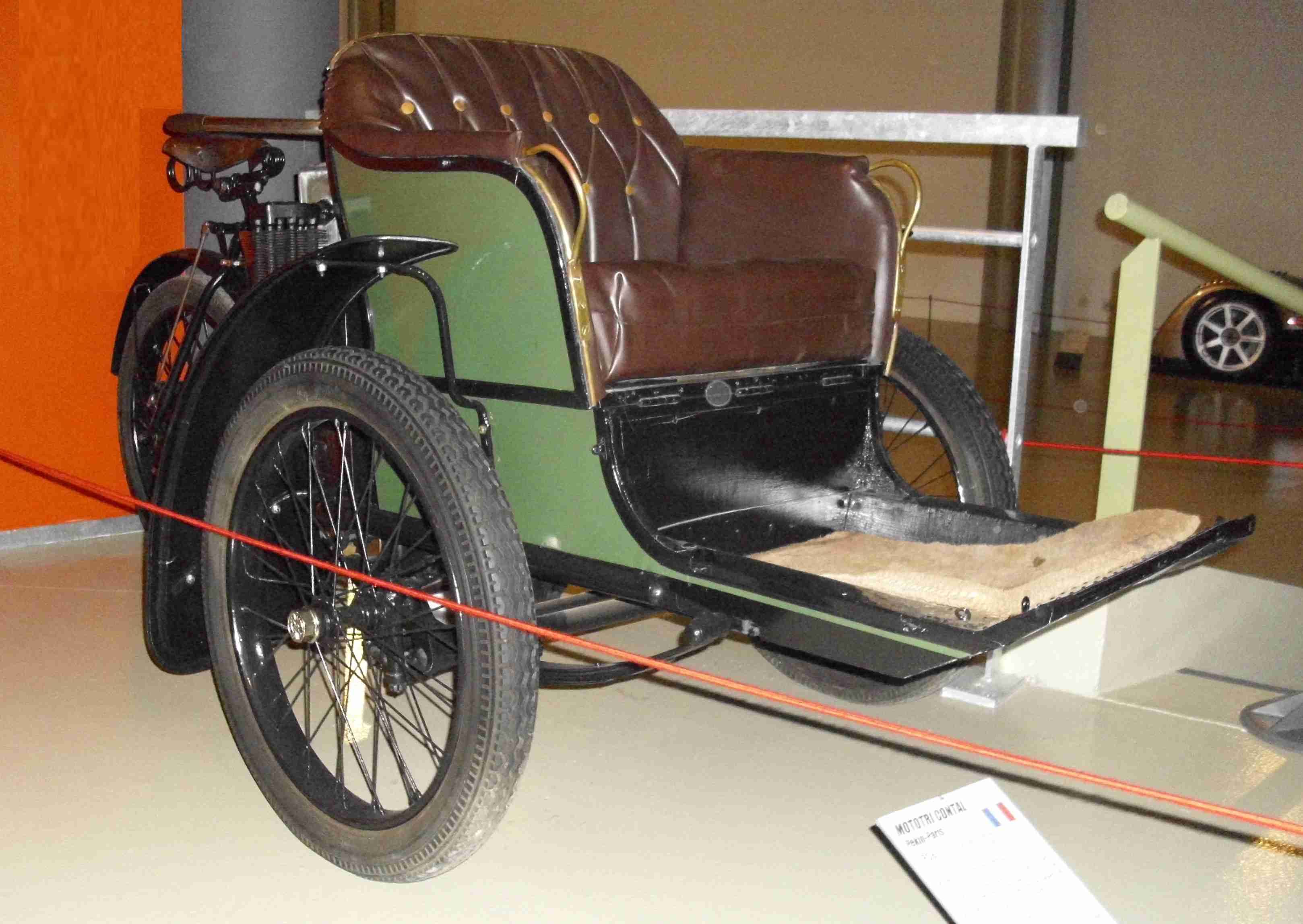
Contal von 1906
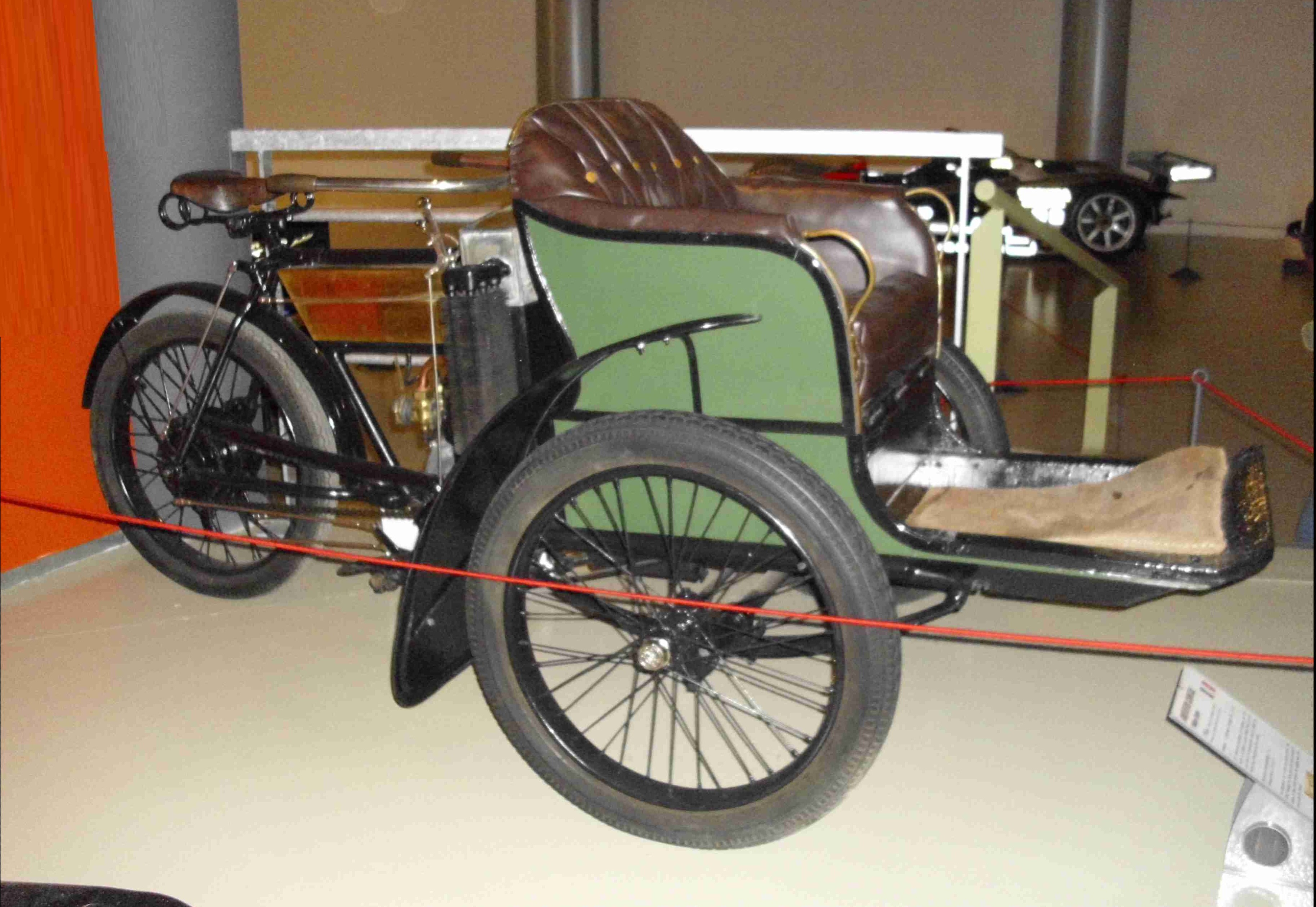
Contal von 1906
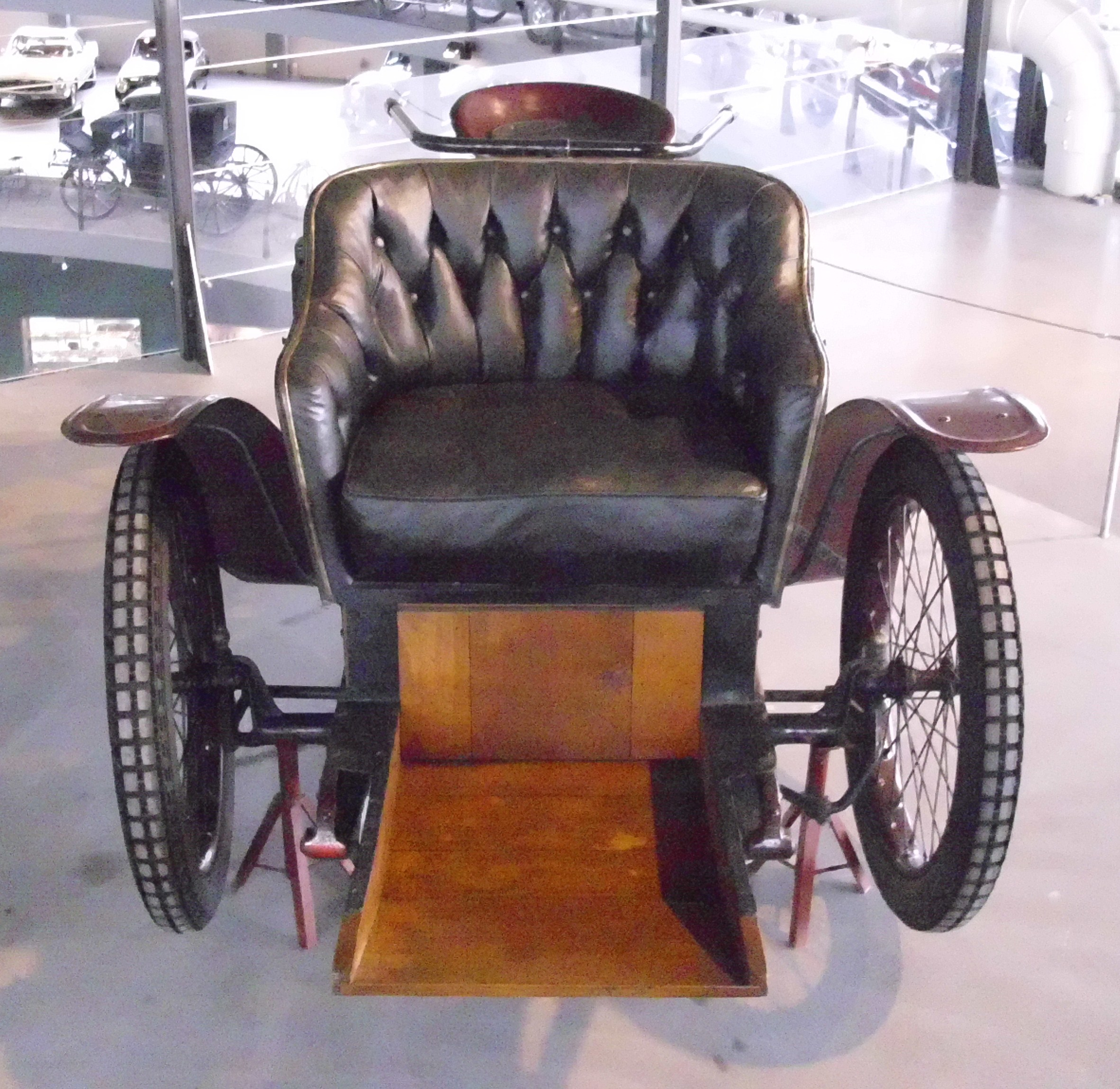
Contal von 1907